# Stadtsee (Lychen)
Der Stadtsee liegt zentral im Stadtgebiet von Lychen im Nordosten des Landes Brandenburg. Er ist der Mittelpunkt des aus sieben Seen bestehenden Lychener Seenkreuzes, direkt verbunden ist er an seinem westlichen Ende mit dem Großen Lychensee und dem Oberpfuhl im Osten.
Der elliptische See ist etwas über 900 Meter lang und etwas über 350 Meter breit. Die sommerliche Sichttiefe liegt bei 1,3 m.
Der See entwässert über die Woblitz (hydrologisch auch Lychener Gewässer benannt) zur Havel. Er ist auch Bestandteil der Bundeswasserstraße Lychener Gewässer (LyG), die an seinem östlichen Ende beginnt.
Der Stadtsee gehört zu den Uckermärkischen Seen.
Im Westen und Süden führte bis zu ihrem Abbau die Draisinenstrecke Fürstenberg/Havel–Lychen–Templin an ihm vorbei.

## Flora und Fauna
Der See ist sehr nährstoffreich. Die Hauptfischarten sind Aal, Schleie, Zander.

## Weblinks

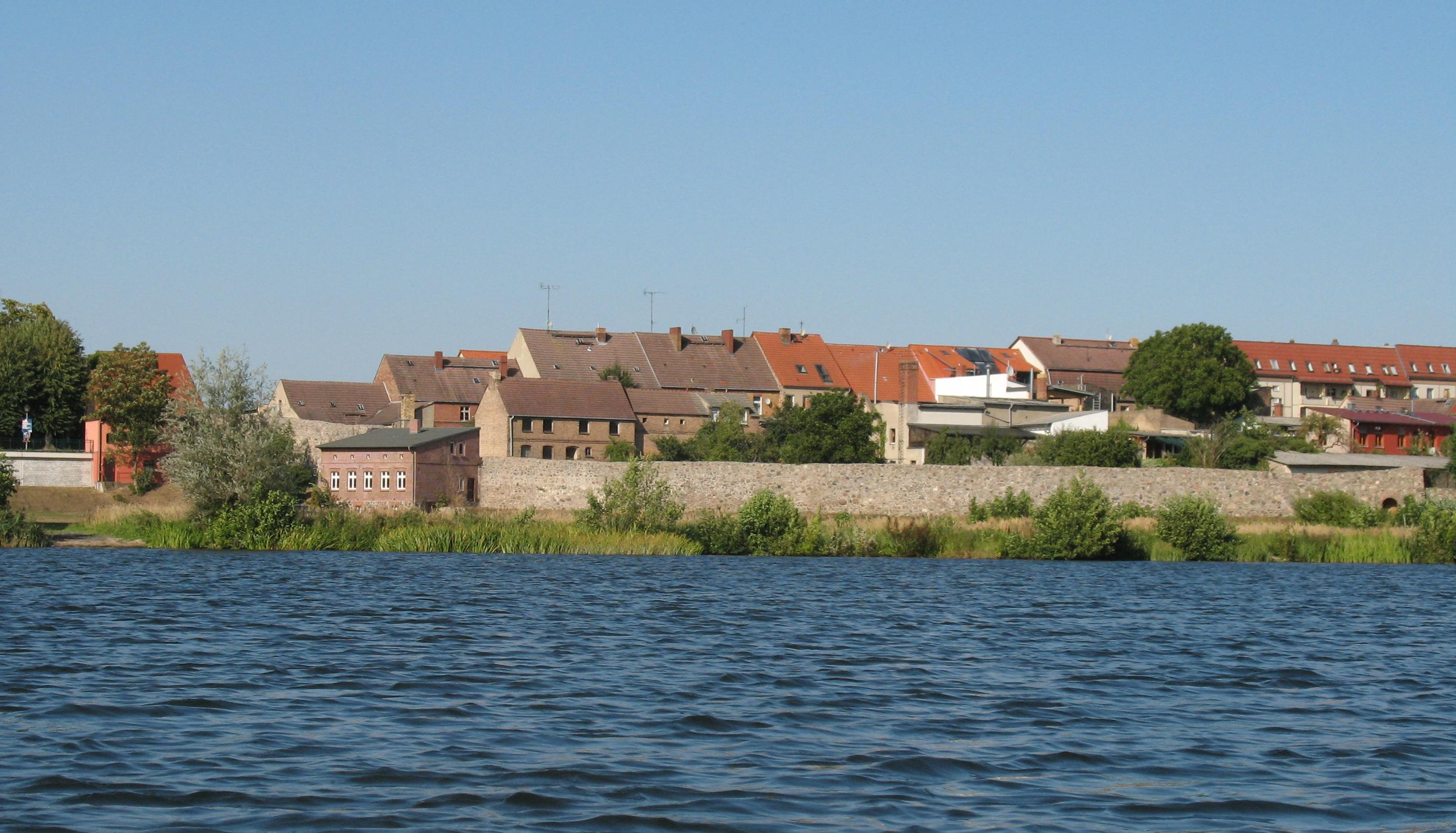
Blick auf Fürstenberger Tor und Stadtmauer

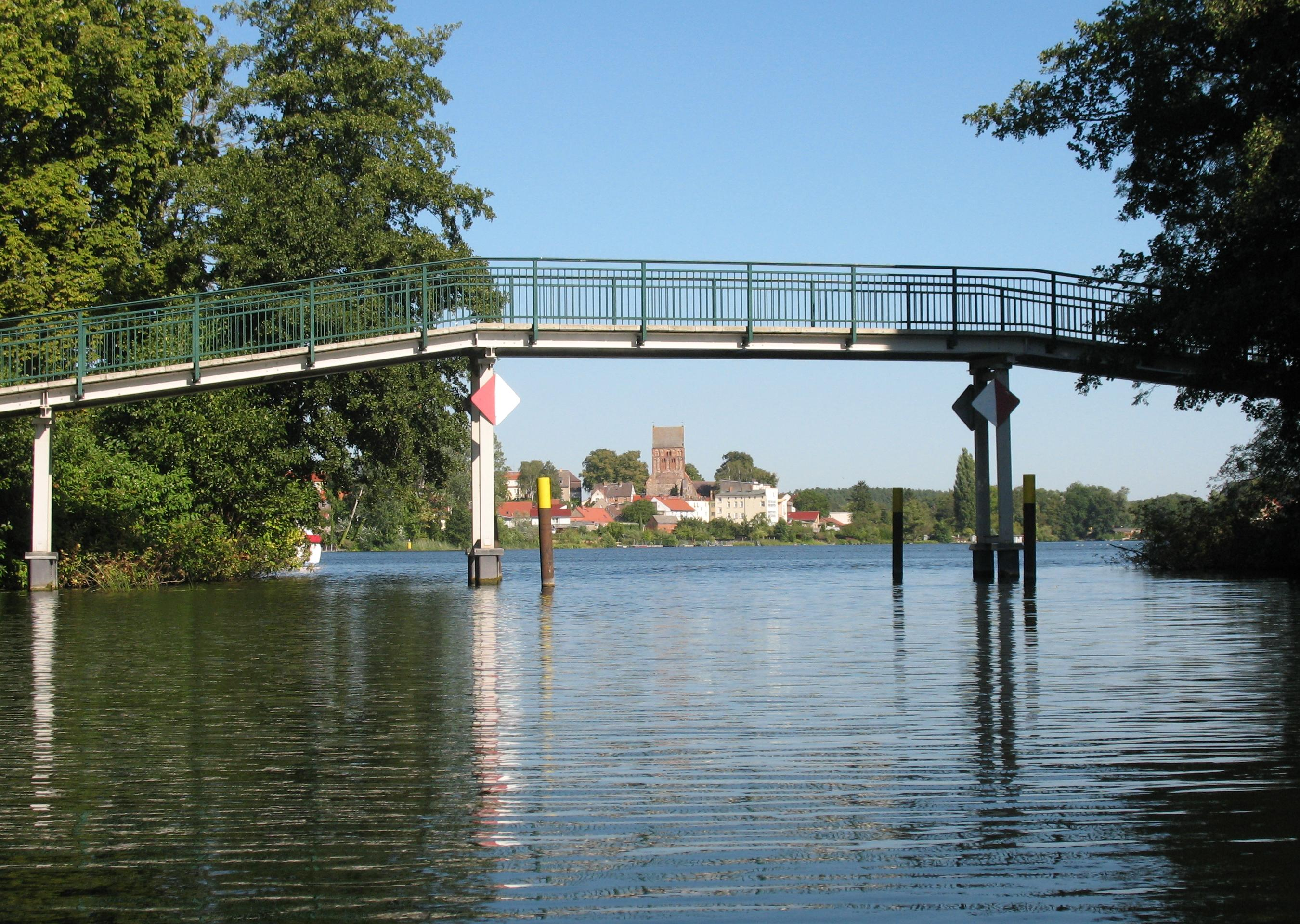
Stadtsee und St. Johannes